# 底特律圣公会三一堂
底特律圣公会三一堂（Trinity Episcopal Church）是一所教堂，位于底特律马丁路德金大道1519号，现在称为“盼望之灵”（ Spirit of Hope）。

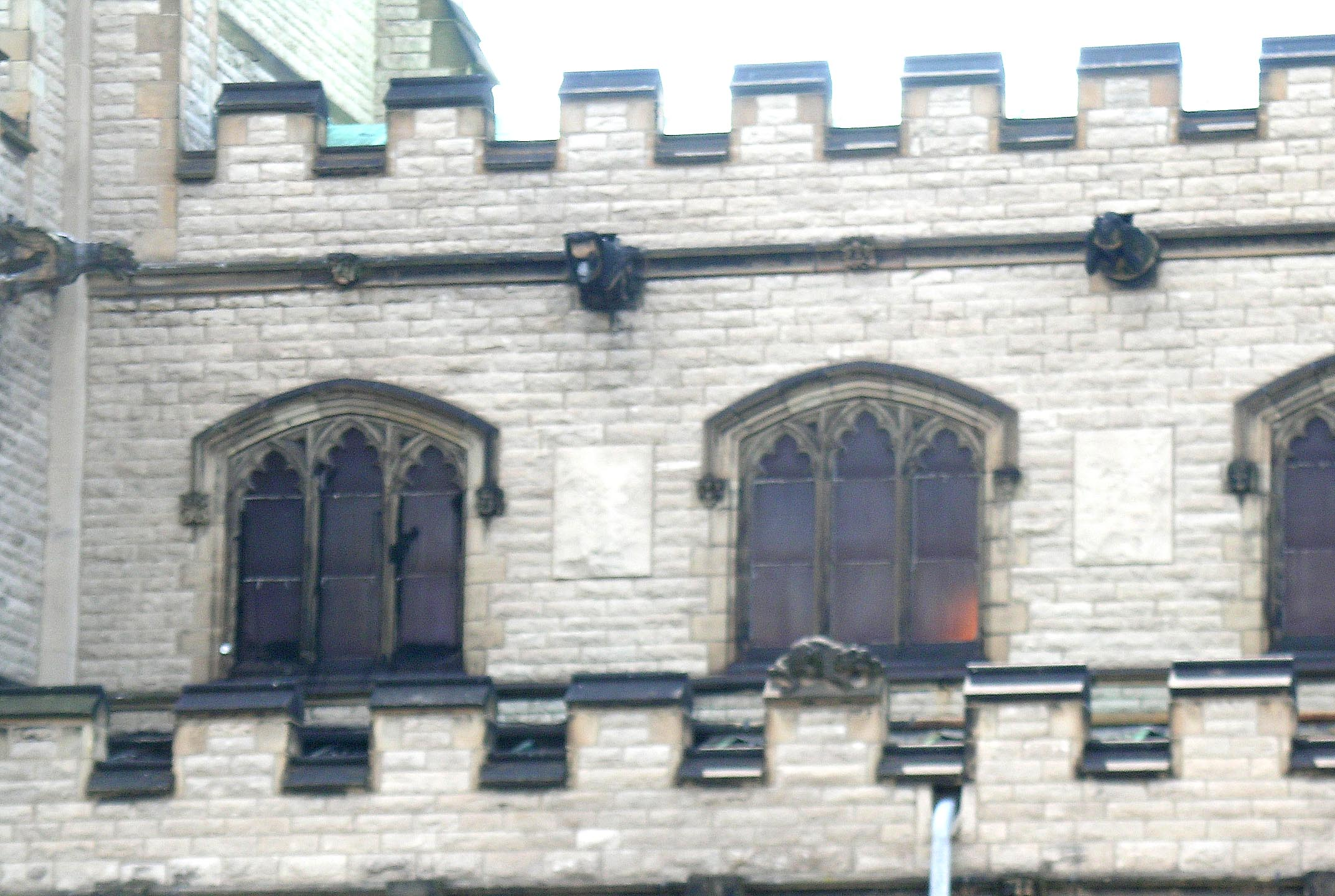
Detail of gargoyles

## 历史
该堂会成立于1878年，未得到圣公会密歇根教区主教许可。1880年，该堂会建造了一个小教堂，1889年更名为圣公会三一堂。
《底特律新闻》的拥有者斯克里普斯出生在伦敦，是三一堂的一位信徒，对古老的英国教堂着迷。他委托在英格兰画的教堂。He commissioned sketches of churches in England, ，于1893年出资五点五万美元兴建目前的教堂建筑。斯克里普斯委托建筑师梅森&赖斯设计这座英国哥特式风格的建筑。
1896年，三一堂信徒投票加入圣公会密歇根教区。1926年，建造了教区建筑，其中包括一个礼拜堂，餐厅，健身房，办公室和教室。由于三一堂周围社区的变化，该教堂加入了新的成员，包括爱尔兰人。但是，周边地区的人口下降造成了会众减少。
2001年，附近的杰弗里斯住房项目拆除，创立于1956年的信心纪念路德会（the Faith Memorial Lutheran Church）会众人数大幅度减少，开始和圣公会三一堂探讨合并的问题，2006年4月，两堂合并成立“盼望之灵”。 

## 描述
圣公会三一堂的平面采用圣公会规定的十字模式。墙壁是两英尺厚的特伦顿石灰石，底部套铜。光滑灰色石灰石用作装饰偏移 白色石灰岩用于大部分的墙壁。85英尺高的钟楼内有10口钟，由石拱门和扶壁支撑。外部拥有超过200雕刻，包括充当排水管的gargoyles。。在圣所内部，10个石头天使支持面向内的中殿大梁；几扇花窗玻璃窗户，其中一扇蒂芙尼玻璃（Tiffany），一扇拉法基（LaFarge），祭坛上面的窗户由德国弗兰兹梅耶公司（Franz Mayer & Co.）制造。纽约市怡和公司制造的1200管风琴也在里面。